# Bernal Flores
Bernal Flores (* 28. Juli 1937 in San José (Costa Rica)) ist ein costa-ricanischer Komponist.

## Leben
Flores studierte in Musik in seiner Heimatstadt und an der Eastman School of Music in Rochester/New York. Er unterrichtete am Konservatorium von San José und der Universität von Costa Rica sowie 1966 bis 1969 an der Eastman School. Seitdem lebt er als freischaffender Komponist in Costa Rica. 
Er komponierte u. a. zwei Sinfonien, ein Tongedicht (Meer und Schnee), eine Kammeroper, ein Klarinettenkonzert, einen Gesangszyklus für Tenor und Orchester sowie Klavierstücke. Außerdem verfasste er eine Musikgeschichte von Costa Rica.
| Personendaten    | Personendaten               |
| ---------------- | --------------------------- |
| NAME             | Flores, Bernal              |
| KURZBESCHREIBUNG | costa-ricanischer Komponist |
| GEBURTSDATUM     | 28. Juli 1937               |
| GEBURTSORT       | San José, Costa Rica        |